# Landesgartenschau Würzburg 2018
Die Landesgartenschau Würzburg 2018 war eine bayerische Landesgartenschau, die vom 12. April bis zum 7. Oktober 2018 unter dem Motto „Wo die Ideen wachsen“ in der unterfränkischen Stadt Würzburg stattfand.
Auf einer Hochfläche im Stadtteil Hubland in Augenhöhe mit der Festung Marienberg wurde ein außerordentlicher Park geschaffen. Neben Themengärten, Trends rund um Natur und Gartenkunst, Urban Gardening und Mobilität sowie Spiel- und Erlebnisflächen wurde für die Besucher der Gartenschau eine Zeitreise konzipiert: Die Ausstellung führt durch ein Areal, das einst Kartoffelfeld, dann Galgenberg, Startbahn von Flugpionieren und schließlich Stützpunkt der US-Streitkräfte war.